# Clusia octandra
Clusia octandra är en tvåhjärtbladig växtart som först beskrevs av Poeppig och Endl., och fick sitt nu gällande namn av Pipoly. Clusia octandra ingår i släktet Clusia och familjen Clusiaceae. Inga underarter finns listade i Catalogue of Life.